# Мухаммед ибн Халид Аль Сауд
Муха́ммед ибн Хали́д Аль Сауд (араб. محمد بن خالد آل سعود‎; род. 1967) — саудовский принц и предприниматель, правнук короля Фейсала ибн Абдул-Азиза (по линии отца), внук Халида ибн Абдул-Азиза (по матери), правнук короля Абдул-Азиза (по линии матери).

## Биография

### Происхождение и образование
Принц Мухаммед ибн Халид родился в 1967 году в семье принца Халида ибн Абдаллы Аль Сауда и принцессы Аль-Джавхары бинт Халид Аль Сауд, дочери короля Халида ибн Абдул-Азиза. По линии отца принц является правнуком короля Фейсала ибн Абдул-Азиза и праправнуком основателя Саудовской Аравии короля Абдул-Азиза ибн Абдуррахамана Аль Сауда.
Принц закончил Университет нефти и полезных ископаемых имени короля Фахда, получив степень бакалавра в области промышленного управления. В 1996 году принц получил степень магистра делового администрирования в Гарвардской школе бизнеса.

### Карьера
Принц Мухаммед ибн Халид начал свою карьеру в «Citibank», где работал помощником управляющего банка в двух городах Нью-Йорке и Женеве. Затем принц в течение семи месяцев занимал должность помощника генерального директора «Saudi American Bank»
С 1992 по 1997 год принц работал в Samba Financial Group, начав с должности директора казначейского департамента, а в 1996 году занял пост помощника генерального директора в секторе инвестиций и финансовых услуг. В мае 1997 года принц занял должность вице-президента в Al Faisaliah Group, который в то время возглавлял его дядя, принц Мухаммед ибн Абдалла. Этот крупный конгломерат был основан в 1970 году дедом принца Мухаммеда Абдаллахом ибн Фейсалом. В 2002 году принц Мухаммед ибн Халид занял должность президента и директора Al Faisaliah Group.
В 2018 году принц Мухаммед ибн Халид был назначен председателем Совета директоров STC Group.
В марте 2022 года принц Мухаммед ибн Халид планировал приобрести английский футбольный клуб «Челси».

### Деятельность
Принц является членом Совета попечителей Ассоциации выпускников Гарварда в Саудовской Аравии, членом Консультативного совета президента Гарвардской школы бизнеса, членом Генеральной ассамблеи Фонда короля Фейсала и членом Совета директоров Фонда короля Халида. Ранее он был членом Центра исследований инвалидности имени короля Салмана, членом Совета директоров Генерального инвестиционного управления, членом Совета директоров компании Al-Khozama Management Company, членом Национального центра конкурентоспособности, председателем Комитета по развитию в Колледже делового администрирования Университета Аль-Файсал и председателем Совета директоров компании JP Morgan Saudi Arabia.